# 마이펫의 이중생활 (시리즈)
마이펫의 이중생활은 일루미네이션이 만든 미국의 미디어 프랜차이즈이다.

## 영화
- 마이펫의 이중생활
- 마이펫의 이중생활 2

## 단편 영화
- Norman Television (2016)
- Weenie (2016)
- Super Gidget (2019)

## 비디오 게임
- The Secret Life of Pets: Unleashed